# William Elford Leach
William Elford Leach (22. února 1790 – 26. srpen 1836) byl anglický zoolog a biolog.

## Život
Leach se narodil v Plymouthu, jako syn advokáta. Ve dvanácti letech začal studovat školu v Exeteru, obory anatomie a chemie. V té době se už věnoval oceánologii. V sedmnácti začal studovat medicínu v St. Bartholomew Hospital v Londýně, vzdělání dokončil na univerzitě v Edinburghu.
V roce 1813 se Leach vrátil ke svým zoologickým zájmům a byl zaměstnán jako asistent knihovníka v zoologickém oddělení Britského muzea. Sám začal třídit sbírky, o které se nikdo nestaral od doby, kdy Hans Sloane toto muzeum opustil. Stal se expertem na korýše a měkkýše. Pracoval na dalších třídách, jako hmyz, savci a ptáci.
Leachova nomenklatura byla trochu výstřední – pojmenoval dvacet sedm druhů po svém příteli Johnu Cranchovi, který prováděl sběry v Africe a zemřel na lodi HMS Congo v roce 1816. V roce 1818 Leach pojmenoval devět rodů podle Caroline (pravděpodobně jeho milenky).
V roce 1821 se nervově zhroutil z přepracování a v březnu 1822 z muzea odešel. Jeho starší sestra si ho vzala k sobě do kontinentální Evropy na zotavení a procestovali spolu Francii, Itálii a Řecko. Zemřel na choleru v Palazzo San Sebastiano u Tortony.
V roce 1820 po něm Coenraad Jacob Temminck pojmenoval ptáka – Leach's storm petrel – „Leachův buřňáček“ – buřňáček dlouhokřídlý (Oceanodroma leucorhoa) a byl po něm pojmenován ještě další australský pták Dacelo leachii – ledňák kakabura.

## Díla
Leach během práce v British Museum napsal následující:
- Zoological Miscellany (1814–1817)
- Monograph on the British Crabs, Lobsters, Prawns and other Crustacea with pendunculated eyes (1815–1817)
- Systematic catalogue of the Specimens of the Indigenous Mammalia and Birds that are preserved at the British Museum (1816)
- Synopsis of the Mollusca of Great Britain (vydáno až v roce 1852).